# Kopačko Jezero
Kopačko Jezero är en sjö i Kroatien.   Den ligger i länet Baranja, i den östra delen av landet, 220 km öster om huvudstaden Zagreb. Kopačko Jezero ligger 78 meter över havet. Arean är 4,6 kvadratkilometer. I omgivningarna runt Kopačko Jezero växer i huvudsak blandskog. Den sträcker sig 4,4 kilometer i nord-sydlig riktning, och 2,7 kilometer i öst-västlig riktning.